# Удин, Евгений Тимофеевич
Евгений Тимофеевич Удин (р. 11 апреля, 1937, Донецк) — советский и украинский художник, график и общественный деятель. Заслуженный художник УССР (1987). Член НСЖУ (1957) и НСХУ (1970). Брат Юрия Удина, отец Елены Арутюнян, Вероники Удиной.

## Биография
Учился (1959—1960) в студии Ивана Холоменюка в городе Черновцы (ныне народный художник Украины).
Окончил Львовский полиграфический институт (1966, специальность — книжная графика; ныне Украинская академия книгопечатания).
С 1961 — в городе Тернополь: работал в художественно-производственных мастерских, впоследствии — на комбинате (ТХВК) Художественного фонда УССР, 1976—1983 — председатель бюро творческой группы ТХВК.
В 1983—1992 — председатель Тернопольской областной организации Национального союза художников Украины.
Член правления Львовской организации СХУ (1977—1983), СХУ (1977—1989), Тернопольской областной организации НСХУ (от 2001).
Доцент кафедры изобразительного искусства, преподаватель художественной графики и технологий книгопечатания в Тернопольском национальном педагогическом университете.

## Творчество
Работает в печатной, станковой, книжной, газетно-журнальной, плакатной, а также в прикладной графике и в экслибрисе.
Проиллюстрировал и оформил более 120 книг для издательств Украины и РФ, в частности:
- «Между двумя стенокардиями» Владимира Качалубы (1995),
- украинские народные сказки «Котик и Петушок»,
- «Рябенькое яичко»,
- «Про Репку» (2001—2002),
- «Наталка-нелегалка» Илариона Пилипца (2004),
- «Против течения» Богдана Мельничука (2006).

Творчество станковой графики — серии:
- «Моя Буковина» (1969-70, линогравюра),
- «Черновцы» (1970, цинкография),
- «Площадь Рынок во Львове» (1977) Владимира Овсийчука,
- «Архитектурные памятники Львова» (1978, цветная автолитография),
- «Памятники Украины» (1970—1995),
- «Юлиуш Словацкий» (1989—2005),
- «Памятники Тернопольщины» (1995—2005; все — цветная графика).

## Выставки
С 1961 — участник художественных выставок в СССР и за рубежом: Болгария, Канада, Польша, Румыния, Словакия, США, Япония и в других странах.
Персональные выставки в городах Черновцы (1968), Винница (1969—1970), Тернополь, Кременец (1975, 2001—2003, 2007), Бережаны (1980, 2001—2003).
В 2002—2005 в рамках художественных акций: выставка иллюстраций к украинским народным сказкам и серии «Костелы Жешув» (декабрь 2002 — март 2003, ТОКМ; март-май 2003, Бережанский музей книги); 200] — экспозиции, посвященные Году Польши на Украине:
- «Костелы Жешув» (май-июль, Бережанский музей книги; сентябрь, Кременецкая областная гуманитарно-педагогическая академия имени Тараса Шевченко; ноябрь, ТАНГ);
- «Юлиуш Словацкий в графических листах Евгения Удине» (от сентября, Кременецкий литературно-мемориальный музей Юлиуша Словацкого);
- выставка книжных иллюстраций (октябрь 2003 — октябрь 2004 ТАНГ);
- выставка в Тернопольском кооперативном торгово-экономическом колледже (февраль-март 2016)[1].

Произведения хранятся в музеях, государственных учреждениях и частных коллекциях на Украине и за рубежом.

## Премии и награды
- Награда Тернопольского городского совета — Почётный крест «За заслуги перед городом Тернополем» (2001).
- Премия имени Иванны Блажкевич (2006).
- Премия имени братьев Богдана и Левка Лепких (2010).